# 近石真介の「味のある話」
『近石真介の「味のある話」』（ちかいししんすけのあじのあるはなし）は、かつて東北6県と新潟県のAMラジオ局で放送されていた東北放送（TBCラジオ）製作のラジオ番組である。東北電力の一社提供。

## 内容
近石真介の冠番組。1975年 - 1985年頃、平日昼または昼前に5分間放送。
当初はタイトルに「味の」とある通り、食材と料理をテーマにしたトークを主に行っていたが、後に故郷自慢が主体の路線へと変更した。

## 放送局
- 東北放送 (TBC)
- 青森放送 (RAB)
- IBC岩手放送 (IBC)
- 秋田放送 (ABS)
- 山形放送 (YBC)
- ラジオ福島 (RFC)
- 新潟放送 (BSN)

| TBCラジオ 東北電力一社提供のブロックネット番組 | TBCラジオ 東北電力一社提供のブロックネット番組 | TBCラジオ 東北電力一社提供のブロックネット番組 |
| 前番組                                         | 番組名                                         | 次番組                                         |
| ---------------------------------------------- | ---------------------------------------------- | ---------------------------------------------- |
| -                                              | 近石真介の「味のある話」                       | 草柳文恵のお元気ですか                         |